# 新潟県道46号新潟中央環状線

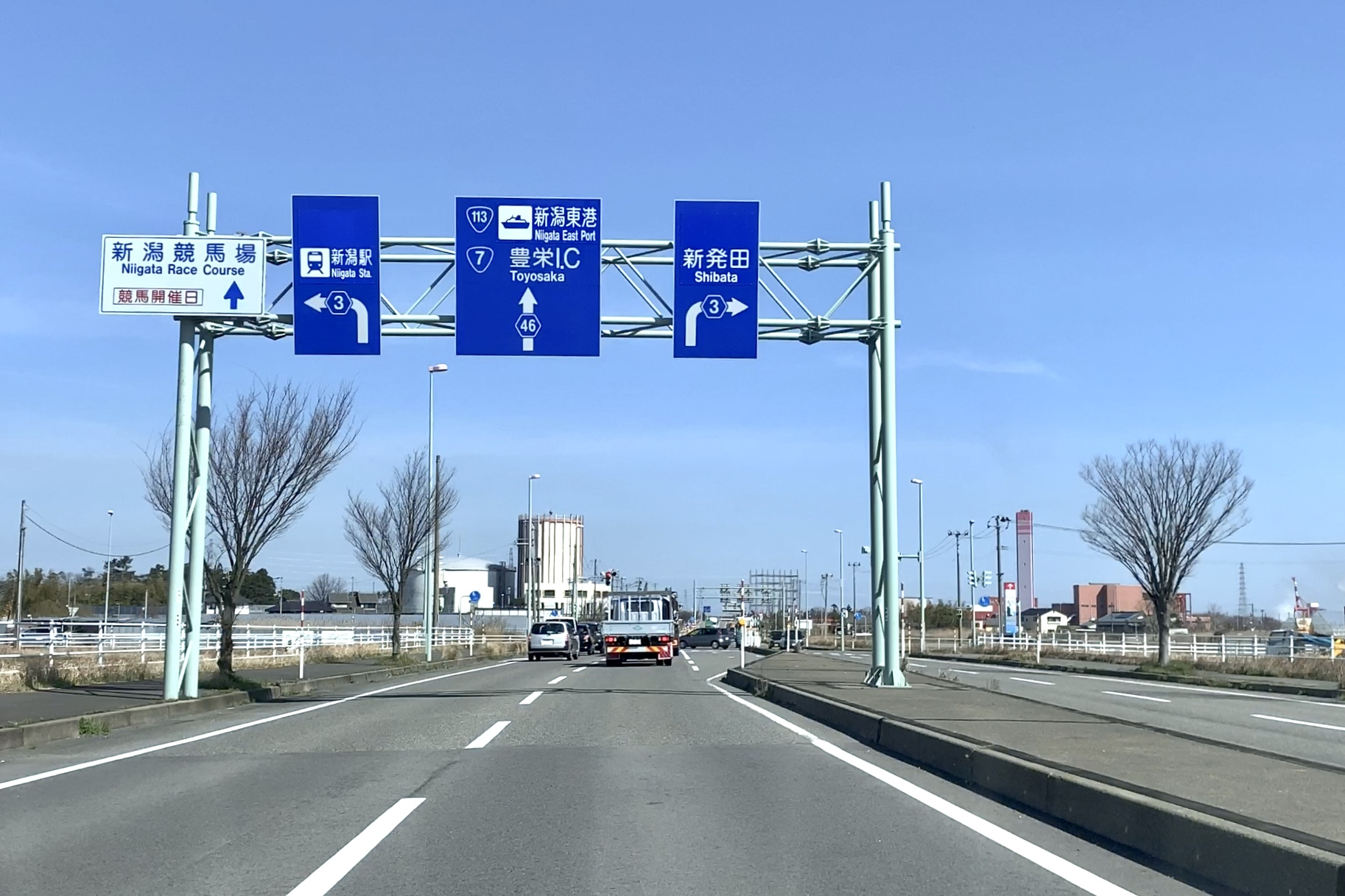
新潟市北区内島見付近

新潟県道46号新潟中央環状線（にいがたけんどう46ごう にいがたちゅうおうかんじょうせん）は、新潟県新潟市北区から同市西蒲区に至る県道（主要地方道）である。

## 概要
新潟市郊外をほぼ同心円状に結ぶ半環状の路線。新潟東港の西側、新潟市北東の島見町を起点に、葛塚市街地外周部、横越西部、新津北部、白根北部、黒埼、西川などを経て、巻北部の日本海に程近い角田浜に至る。
大半は1993年（平成5年）指定区間のままとなっているが、都市計画道路「新潟中央環状道路」として全線にわたってバイパス化が計画されている。すでに新潟市北・江南・西の各区内の一部区間がバイパス化され、阿賀野川に架かる大阿賀橋が開通している。
2018年時点、指定されている現道区間の多くが他路線と重複している。また現道区間の一部（特に新潟市西区木場付近、同勘助郷屋付近）は単車線の狭隘な区間が指定されている。
新潟市西区木場地内の北陸自動車道をアンダーパスする箇所では、西川方面への一方通行となっている。大野町方面へは市道を迂回するよう案内されている。

### 路線データ
- 路線延長：45.4 km（計画区間）
- 起点：新潟市北区島見町字下往来2382番1[1]（新潟県道204号島見新発田線交点）
- 終点：新潟市西蒲区角田浜字角田（角田浜丁字路＝国道402号交点）

## 歴史
- 1989年（平成元年）
  - 新潟都市圏第2回パーソントリップ調査が実施される。その結果、新潟市中心部への通過交通削減と郊外地域への交通量分散を目的に、放射環状の道路網整備が提唱される。
- 1991年（平成3年）8月19日
  - 新潟市と周辺8市町により「新潟地域大外環状道路整備推進協議会」が設立される。
- 1992年（平成4年）度
  - 2箇年を掛けてルート調査が実施され、新潟市島見町 - 巻町大字角田浜字焼山間（延長45.4km）が概略経路に指定される。
- 1993年（平成5年）5月11日
  - 建設省（当時）が県道島見豊栄線の一部、県道新発田豊栄線の一部、県道新潟長浦水原線の一部、県道横越豊栄線、県道新潟五泉安田線の一部、県道沢海荻島線の一部、県道新潟新津線の一部、県道覚路津荻川停車場線の一部、県道新潟小須戸三条線の一部、県道白根亀田線の一部、県道新潟寺泊線の一部、県道黒埼西川線、県道新潟燕線の一部、県道西川四ツ郷屋線の一部、県道越後赤塚停車場赤塚線の一部を新潟大外環状線として主要地方道に指定[2]。
- 1994年（平成6年）4月1日
  - 新潟県が主要地方道46号新潟大外環状線として認定[3]。
- 2012年（平成24年）9月11日
  - 新潟県が路線名を新潟中央環状線に変更[4]。
- 2018年（平成30年）3月16日
  - 起点を新潟市北区白勢町字上大曲69番16地先から新潟市北区島見町字下往来2382番1地先へ変更[1]

## 路線状況

### バイパス
旧バイパス区間（新潟中央環状道路の計画以前のバイパス区間。主要地方道指定以前の区間を含む）
- （新潟市北区太田 - 新潟市北区嘉山）（4車線）
- （新潟市北区嘉山・豊栄総合体育館入口 - 新潟市北区上土地亀・嘉山橋、暫定2車線）（4車線。一部暫定2車線）
- （新潟市西区木場 - 新潟市西蒲区升潟）（2車線）
- （新潟市西蒲区升潟 - 新潟市西蒲区善光寺）（2車線）

新設・大規模改修予定区間（全線未開通もしくは未整備な区間は★、一部未開通区間がふくまれる箇所は☆）
- （新潟市北区白勢町 - 新潟市北区内島見）（4車線）
- 内島見バイパス（新潟市北区内島見 - 新潟市北区太田）（4車線）
- 前新田バイパス（新潟市北区嘉山 - 新潟市北区嘉山・豊栄総合体育館入口）（4車線）
- （新潟市北区上土地亀・嘉山橋 - 新潟市北区浦木、暫定2車線）浦木工区
- （新潟市北区長戸呂 - 新潟市江南区小杉）（大阿賀橋、暫定2車線）
- ☆横越バイパス（新潟市江南区小杉 - 新潟市江南区横越、L=3.2 km）（4車線、一部暫定2車線）
- ★国道49号 - 国道8号区間（新潟市江南区横越 - 新潟市南区上塩俵、全線暫定2車線で整備中）
  - （新潟市江南区横越 - 城所） 城所工区
  - （江南区城所 - 江南区割野） 二本木工区
  - （江南区割野 - 江南区嘉瀬） 嘉瀬・割野工区
  - （江南区花ノ牧 - 南区獺ケ通） 信濃川渡河工区
  - （南区獺ケ通 - 南区東笠巻新田） 大郷・鷲巻工区
  - （南区鷲ノ木新田 - 南区上塩俵） 根岸・大通工区

- 国道8号 - 国道116号区間（新潟市南区上塩俵 - 新潟市西蒲区貝柄、新潟市西蒲区升潟 - 新潟市西区明田、全線暫定2車線で供用済）
  - （南区上塩俵 - 西区板井） 中ノ口工区
  - （西区板井 - 西蒲区貝柄） 黒埼工区
  - （西蒲区升潟 - 西区明田） 明田工区

- 赤塚バイパス（新潟市西区明田 - 新潟市西区赤塚、L=3.8 km、2003年（平成15年）3月全区間開通）（2車線）

2023年3月時点、起点 - 浦木間、大阿賀橋 - 曙町5丁目（県道586号交点）間、上塩俵 - 貝柄間、升潟 - 赤塚間の4箇所がバイパス化している。
今後も整備が継続され、最終的にはほぼ全線が新設区間となり、現道が通っている秋葉区は通過しなくなる予定だが、全線完成の時期は未定。なお、新潟市の政令指定都市移行後から、建設事業は市に移管している。

### 通称
- 新潟中央環状道路[注釈 1]
- 大外環状線
- 外環線

### 重複区間
- 新潟県道55号新潟五泉間瀬線：北区島見町 - 太田
- 新潟県道158号島見豊栄線：北区白勢町 - 太田
- 国道113号、国道345号、新潟県道204号島見新発田線：北区白勢町 - 笹山東
- 新潟県道15号新潟長浦水原線：北区浦木
- 新潟県道17号新潟村松三川線：江南区小杉 - 秋葉区満願寺
- 新潟県道247号沢海酒屋線：江南区沢海三丁目
- 新潟県道5号新潟新津線：秋葉区荻島 - 中野
- 新潟県道1号新潟小須戸三条線：秋葉区覚路津 - 同地字三枚潟
- 新潟県道220号白根亀田線：秋葉区覚路津 - 南区上塩俵
- 国道8号、国道17号：南区上塩俵 - 西区大野町
- 新潟県道2号新潟寺泊線：西区大野町地内
- 新潟県道44号新潟燕線：西区木場 - 西蒲区升潟
- 新潟県道374号五千石巻新潟線：西蒲区善光寺
- 新潟県道2号新潟寺泊線：西区赤塚 - 西蒲区松野尾

### 道路施設
- 嘉山橋
- 大阿賀橋
- 大郷橋
- 大野大橋
- 中ノ口川大橋
- くろさき茶豆大橋

## 地理

### 通過する自治体
- 新潟市（北区 - 江南区 - 秋葉区 - 南区 - 西区 - 西蒲区 - 西区 - 西蒲区）

### 交差する道路
- 北区
  - 国道113号（島見橋交差点）

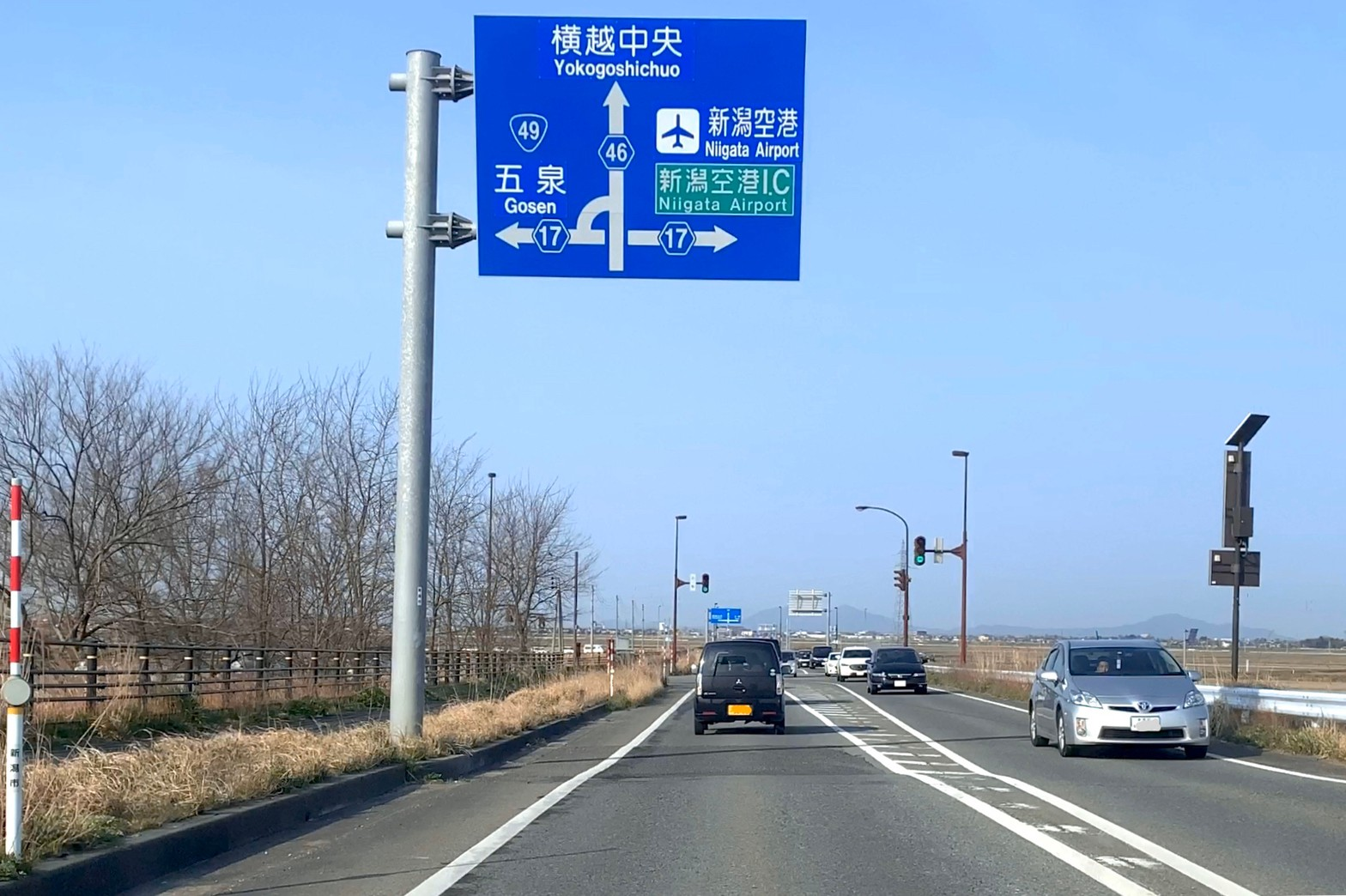
新潟市江南区小杉付近

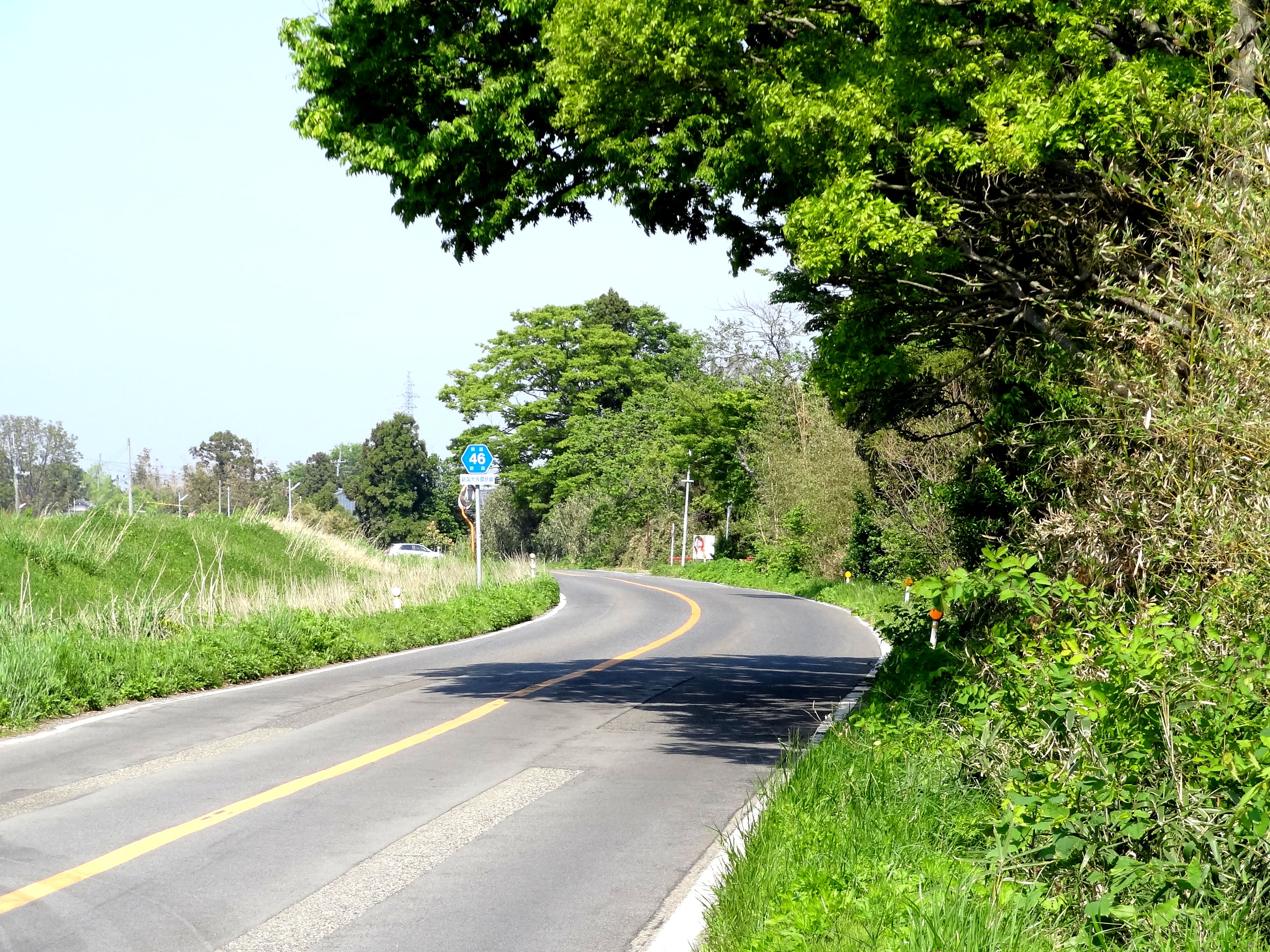
新潟市秋葉区車場付近

  - 新潟県道158号島見豊栄線（島見橋交差点）
    - 島見橋交差点 - 笹山東間、国道113号・国道345号重複

  - 国道7号〈新新バイパス〉（豊栄IC）
  - 新潟県道3号新潟新発田村上線〈旧7号〉（内島見東交差点）
  - 日本海東北自動車道（豊栄新潟東港IC）【北緯37度55分51.9秒 東経139度13分9.1秒 / 北緯37.931083度 東経139.219194度】
  - 新潟県道26号新発田豊栄線〈新発田街道〉（太田交差点）
  - 新潟県道264号豊栄天王線（福島潟入口交差点）
  - 新潟県道55号新潟五泉間瀬線〈神山線・山倉停車場線〉（嘉山地内・豊栄南運動公園入口交差点）
  - 新潟県道15号新潟長浦水原線（浦木交差点）
    - 浦木交差点 - 浦木間、県道15号重複

  - 新潟県道15号新潟長浦水原線（浦木）
  - 新潟県道27号新潟安田線（長戸呂交差点）
- 江南区
  - 新潟県道17号新潟村松三川線（小杉・大阿賀橋西詰交差点）
    - 小杉・大阿賀橋西詰交差点 - 満願寺交差点間、県道17号重複

  - 新潟県道586号水原亀田線（横雲橋西詰交差点）
  - 国道49号〈横雲バイパス〉（木津IC）【北緯37度50分26.5秒 東経139度8分51.9秒 / 北緯37.840694度 東経139.147750度】
  - 新潟県道247号沢海酒屋線（沢海）
    - ※横越バイパス・小杉 - 横越
      - 新潟県道4号新潟港横越線〈赤道〉（横越地内）
      - 新潟県道586号水原亀田線（曙町5丁目地内）
- 秋葉区
  - 新潟県道17号新潟村松三川線（満願寺交差点）
  - 新潟県道5号新潟新津線（荻島交差点）
    - 荻島交差点 - 中野一丁目交差点間、県道5号重複

  - 新潟県道102号荻川停車場線（荻川駅前交差点）
  - 新潟県道5号新潟新津線（中野一丁目交差点）
  - 国道403号（車場交差点）【北緯37度50分6.3秒 東経139度5分46.9秒 / 北緯37.835083度 東経139.096361度】
  - 新潟県道1号新潟小須戸三条線、新潟県道220号白根亀田線（覚路津・亀鶴橋南詰交差点）
    - 覚路津・亀鶴橋南詰交差点 - 三枚潟・大郷橋東詰交差点間、県道1号重複。同 - 上塩俵間、県道220号重複

  - 新潟県道1号新潟小須戸三条線（三枚潟・大郷橋東詰交差点）
- 南区
  - 新潟県道141号白根黒埼線（東笠巻新田交差点）
  - 国道8号（上塩俵交差点）
  - 新潟県道220号白根亀田線（同）
    - 上塩俵交差点 - 大野町交差点間、国道8号重複

  - 新潟県道220号白根亀田線（上塩俵地内）※新設区間
- 西区
  - 国道8号（大野町交差点）
  - 新潟県道2号新潟寺泊線（同）
  - 新潟県道141号白根黒埼線（同）
    - 大野町交差点 - 大野新町三差路間、県道2号重複

  - 新潟県道2号新潟寺泊線（大野新町三差路）
  - 新潟県道325号黒埼新飯田線（木場川前・中塩俵橋西詰）
  - 新潟県道325号黒埼新飯田線（板井・中ノ口川大橋西詰）※新設区間
  - 新潟県道44号新潟燕線（黒埼南小学校前交差点）
    - 黒埼南小学校前交差点 - 貝柄西交差点間、県道44号重複

  - 北陸自動車道上り線 黒埼スマートインターチェンジ（木場）※新設区間
- 西蒲区
  - 新潟県道44号新潟燕線（貝柄西交差点）
  - 国道116号（善光寺交差点）
  - 新潟県道374号五千石巻新潟線（善光寺地内）
- 西区
  - 新潟県道168号越後赤塚停車場四ッ郷屋線（小見郷屋交差点）
    - ※新設区間・明田 - 小見郷屋
      - 国道116号（明田交差点）【北緯37度48分41.4秒 東経138度55分23.3秒 / 北緯37.811500度 東経138.923139度】
      - 新潟県道374号五千石巻新潟線（明田上交差点）

  - 新潟県道2号新潟寺泊線（赤塚交差点）
    - 赤塚交差点 - 松野尾交差点間、県道2号重複
- 西蒲区
  - 新潟県道2号新潟寺泊線（松野尾交差点）
  - 新潟県道66号白根西川巻線（同）
  - 新潟県道562号角田山麓公園線（湯之腰温泉入口）
  - 国道402号〈越後七浦シーサイドライン〉（角田浜丁字路）